# Jane Misme
Jane Misme   (Valença, 21 de març de 1865 - 16è districte de París, 23 de maig de 1935) de nom complet Jeanne Marie Joséphine Maurice fou una periodista feminista francesa que fundà el diari La Française, publicat des del 1906 fins al 1940. Era membre del comité executiu de la Unió Francesa per al Sufragi Femení i del Consell Nacional de Dones Franceses.

## Biografia

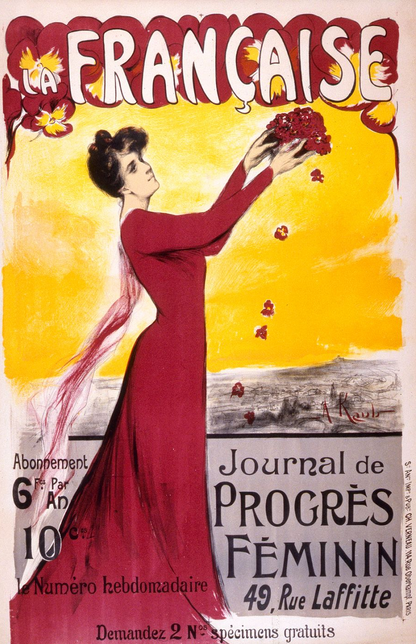
La Française (cartell de 1906)

Jeanne Maurice nasqué el 1865 en una família protestant de la petita burgesia de Valença. Son pare era professor de l'Escola Normal i sa mare pertanyia a una família de pagesos d'Ardecha. Jeanne s'interessà per la literatura; volia ser professora, però la seva mare, ancorada en la tradició, només li desitjava un marit i una família. Als set anys estudià en l'escola de xiquetes de les Germanes de Sant Vicent. Jeanne estudiava d'amagat i, secundada discretament pel seu pare, aconseguí als 20 anys aprovar l'examen que la capacita per a fer classes en ensenyament primari.
El 1888 es casa amb l'arquitecte lionés Louis Misme. El 1889 naix la seua única filla, Clotilde. El 1893 la parella s'instal·la a París després del fracàs de l'empresa familiar de Lió. Jeanne coneixerà llavors el periodista Francisque Sarcey i la sufragista Jeanne Schmahl, que la portaran a les dues activitats unides per sempre a la seua vida, el periodisme i el feminisme.

### Primers passos en el periodisme
Jane Misme exercí el periodisme quan tenia trenta anys. Cercant ocupació a causa de les dificultats financeres familiars, es planteja iniciar un curs de literatura per a xiques i a principis del 1894 busca consell en Francisque Sarcey, periodista de Le Figaro i Le Temps, prestigiós crític teatral. Esdevé la seua secretària; es forma en crítica teatral i comença a escriure. Ell l'ajuda a publicar els primers treballs en la premsa, en La Vie théâtrale, L'Écho de Neuilly i Le Figaro. És Sarcey qui li aconsella anglicitzar el nom i el canvia per Jane Misme per a signar els seus escrits. Entre 1895 i la mort de Sarcey, al 1899, tots dos col·laboren en l'anàlisi d'articles i llibres que li permet a Jane conéixer l'ofici de periodista.(1)
Del 1896 al 1906 publicà en Le Figaro, Le Matin i La Revue de Paris. Els seus articles se centren en temes com el paper social de les dones en el passat i el nou horitzó. A més a més, fou crítica teatral de La Fronde, diari fundat per la feminista Marguerite Durand el 1897, i deL'Action del 1903 al 1905. És la primera dona a l'estat francés que escriu crítica teatral en diaris.

### La Française
La Fronde desaparegué el 1905. Jane Misme va llançar a l'any següent, el 21 d'octubre del 1906, una altra publicació per a omplir-ne el buit: el setmanari de quatre pàgines La Française. Entre les seues cofundadores hi havia Mathilde Méliot, directora de Le Monde Financier, i Marguerite Durand. Germaine Dulac en fou també una col·laboradora habitual escrivint retrats literaris entre 1906 i 1908 i crítica teatral entre 1908 i 1913. La revista era una cooperativa. Aquesta estructura principal, anomenada "Cercle de la Française", vol ser una "casa d'acció pràctica i moral per a tots els interessos femenins". A diferència de La Fronde, Jane Misme també accepta hòmens com a col·laboradors, però rebutja l'obertura de les columnes per a debats polítics o religiosos. El 1908, escriu que La Française s'oposava a «manifestacions públiques violentes» de reivindicació, per ser incompatibles amb els valors del seu cercle.

### Activista en organitzacions feministes
La Française pretén ser una referència de premsa per als moviments feministes republicans. El diari esdevingué l'òrgan oficial del Consell Nacional de Dones Franceses (CNFF), al qual pertanyien moltes associacions feministes i del qual la mateixa Jane Misme formava part. El Consell es creà el 18 d'abril del 1901 amb el suport de moltes personalitats del feminisme. Jane Misme en fou presidenta de la secció de premsa, lletres i arts i delegada d'aquestes funcions en el Consell Internacional de Dones.
El 1908 intervé en el Congrés Nacional de Drets civils i del sufragi de les dones, que es feu a París, amb un informe que reclamava l'accés de les dones a ser tutores, curadores i membres dels consells de família. Assumeix també la vicepresidència del Congrés permanent del feminisme internacional que es crea al mateix any. El 1909 és cofundadora, amb Jeanne Schmahl, de la Unió Francesa per al Sufragi Femení, de la qual serà primer secretària i després vicepresidenta fins al final de la seua vida.
Jane Misme forma part del feminisme reformista francés. El seu feminisme es basa en la justícia per esmenar la desigualtat entre els sexes, i les seues causes. En la lluita sufragista s'oposa a les "noves formes de lluita" de les sufragistes franceses, que prenen com a model les suffragettes angleses, i en el seu cas particular s'inspira en les obres de John Stuart Mill i Jean Finot.(1)
Igual que altres feministes, Jane Misme, durant Primera Guerra Mundial (1914-1918), adopta una actitud xovinista i entra en la Unió Sagrada. Declara: «En tant que hi haja guerra, les dones de l'enemic seran el nostre enemic». El diari continua apareixent però en un format com més va més reduït. Arran de problemes de salut, Jane Misme en deixa la direcció el 1922 a Julie Siegfried, presidenta del Consell Nacional de Dones Franceses. El 1926, el diari passa a mans de la Unió Francesa pel Sufragi Femení, i la presidenta en fou Cécile Brunschvicg.
Després de la guerra, fou vicepresidenta de la Unió Francesa pel Sufragi Femení i es presentà «amb l'objectiu de fer propaganda» a les eleccions municipals del 1925.
Amb motiu de l'Exposició Internacional de Premsa del 1928 a Colònia, Jane Misme confegí un àlbum de 26 retrats de dones periodistes: Periodistes franceses i col·legues feministes.

## Arxius
La Biblioteca Marguerite Durand, de París, conté un arxiu dedicat a Jane Misme.

## Publicacions seleccionades
- Jane Misme. Les Héroïnes historiques au théâtre Charlotte Corday, 1900, p. 10.
- Jane Misme. Pour le suffrage des femmes ... Par la française, 1909, p. 40.
- Jane Misme. Les derniers maitres d'Urville, 1917.
- Jane Misme (1928) Journalistes françaises et confrères féministes.